# Un bărbat ca Eva
Un bărbat ca Eva (în germană Ein Mann wie EVA) este un film german din 1984 regizat de Radu Gabrea. Rolurile principale au fost interpretate de actorii Eva Mattes, Lisa Kreuzer și Werner Stocker.

## Distribuție
Distribuția filmului este alcătuită din:
- Loek Dikker — Cameraman
- Sirus Motamed — Băiat îmbrăcat în piele 3
- Nick Meikamp — Băiat îmbrăcat în piele 2
- Frank Büssing — Asistent cameraman
- Lisa Kreuzer — Gudrun / Marguerite
- Frederike Wilde — Fiica lui Walter
- Bembe Bowakow — Băiat îmbrăcat în piele 1
- Heinz Kowalczyk — Operator lumini
- Werner Stocker — Walter / Armand
- Carola Regnier — Else
- Lothar Borowsky — Producător executiv
- Albert Kitzl — Max
- Eva Mattes — EVA
- Towje Kleiner — Manfred
- Sibylle Rauch — Iubita lui Walter
- Charles Regnier — Yvonne
- Charles M. Huber — Ali
- Maria Mettke — Dansatoare